# Chošún
Chošún (rusky a tuvinsky хошуун) nebo také kožún (кожуун) je termín, kterým jsou dnes označovány administrativně-územní jednotky v Tuvě v Ruské federaci. Typickým správním subjektem Ruska je rajón. 
Slovo chošún je etnické pojmenování rajónu, které se používá výhradně v Tuvě. Území východních kmenů bylo administrativně rozděleno nejprve v roce 1759 na čtyři samostatné celky – chošúny (tuv. kožuun), v roce 1809 na pět chošúnů a po roce 1907 na devět chošúnů. Chošúny se dále dělily na sumony a ty na arbany, toto dělení je platné až do současnosti. Dnes je Republika Tuva rozdělena na 17 chošúnů.
Chošún jako administrativně-územní jednotka bylo užívaná na území Mongolska do roku 1929.